# Mao Denda
Mao Denda (japanisch 傳田 真央, Denda Mao; * 29. März 1980 in Nagano, Präfektur Nagano, Japan) ist eine japanische J-Pop-Sängerin mit R&B-Einflüssen.

## Karriere
Mao debütierte im Jahr 2000, wo sie die Single Mimi Moto ni Iru yo… – Ring the Bells (耳もとにいるよ… 〜Ring the bells〜) veröffentlichte. Die Single platzierte sich als Höchstplatzierung auf Platz 29 der Oricon-Charts in Japan und konnte sich zehn Wochen in den Charts halten. Ihr erstes Studioalbum veröffentlichte sie im selben Jahr unter dem Namen Eternal Voice und das Album konnte sich auf Platz 31 platzieren und sich acht Wochen in den Charts halten. Nach weiteren Veröffentlichungen entschied sie sich aber 2001 aus der Musikbranche zurückzutreten und erst keine CDs zu veröffentlichen. Während dieser Periode arbeitete sie mit Künstlern wie zum Beispiel Ai und gab Gastauftritte.
Fünf Jahre später, 2006, nachdem sie ihre letzte Veröffentlichung gab, arbeitete sie mit der populären japanischen Hip-Hop-Gruppe Ketsumeishi und entschied sich in die Musikbranche zurückzukehren. Ihr Comeback gab sie später im selben Jahr, allerdings unter dem Pseudonym Mao/d (Eigenschreibweise: MAO/d) und veröffentlichte die Single Very Love -0,5°C. Nach einer weiteren Single und einer EP verließ sie jedoch wieder die Musikbranche.
Im Jahr 2009 kehrte sie wieder einmal zurück, allerdings mit ihrem echten Namen, den sie als erstes als Künstlernamen verwendete. Sie veröffentlichte im Dezember 2009 ihr zweites Studioalbum I Am. Heute veröffentlicht sie überwiegend Download-Singles und hat bisher auch zwei weitere Studioalben veröffentlicht Ren’ai Chūdoku (恋愛中毒) (2010) und Semi Double (セミダブル) (2013).
18 Jahre nach ihrem Debüt verkündete sie im Jahr 2018, dass sie nach ihrem finalen Konzert mit dem Titel „Denda Mao Eternal Voice Tour 2018: Premium Final in Tokyo“ am 2. Mai desselben Jahres in den Ruhestand gehen werde. Zuvor veröffentlichte sie am 14. März des Jahres ihre erste Kompilation mit dem Titel „Eternal Best 2000-2018“ als ihre letzte musikalische Veröffentlichung.

## Diskografie

### Alben
| Jahr | Titel                                | Höchstplatzierung, Gesamtwochen, AuszeichnungChartsChartplatzierungen (Jahr, Titel, Platzierungen, Wochen, Auszeichnungen, Anmerkungen) | Anmerkungen                                                  |
| Jahr | Titel                                | JP | Anmerkungen                                                  |
| ---- | ------------------------------------ | --- | ------------------------------------------------------------ |
| 2000 | Eternal Voice                        | JP31 (8 Wo.)JP | Erstveröffentlichung: 20. Dezember 2000                      |
| 2001 | Mao Denda Remixes 1                  | — | Erstveröffentlichung: 28. März 2001                          |
| 2001 | Diamond Kisses                       | — | Erstveröffentlichung: 19. Dezember 2001                      |
| 2009 | Mao Denda Remixes 1                  | JP25 (6 Wo.)JP | Erstveröffentlichung: 9. Dezember 2009 Verkäufe JP: + 12.123 |
| 2010 | Ren’ai Chūdoku (恋愛中毒)            | JP43 (4 Wo.)JP | Erstveröffentlichung: 20. Oktober 2010 Verkäufe JP: + 4.213  |
| 2012 | Menz Collaboration                   | JP117 (2 Wo.)JP | Erstveröffentlichung: 5. September 2012                      |
| 2013 | Semi Double (セミダブル) Semi Daburu | JP93 (2 Wo.)JP | Erstveröffentlichung: 13. Februar 2013 Verkäufe JP: + 1.426  |
| 2017 | Love for Sale                        | JP167 (1 Wo.)JP | Erstveröffentlichung: 8. März 2017                           |
| 2018 | Eternal Best 2000–2018               | JP83 (1 Wo.)JP | Erstveröffentlichung: 14. März 2018 Verkäufe JP: + 732       |

### Singles
| Jahr | Titel Album                                                                  | Höchstplatzierung, Gesamtwochen, AuszeichnungChartsChartplatzierungen (Jahr, Titel, Album, Platzierungen, Wochen, Auszeichnungen, Anmerkungen) | Anmerkungen                                                          |
| Jahr | Titel Album                                                                  | JP | Anmerkungen                                                          |
| ---- | ---------------------------------------------------------------------------- | --- | -------------------------------------------------------------------- |
| 2000 | Mimi Moto ni Iru yo… – Ring the Bells (耳もとにいるよ…) 〜Ring the bells〜 – | JP29 (10 Wo.)JP | Erstveröffentlichung: 19. Januar 2000                                |
| 2000 | Anata to Futari de (あなたとふたりで) –                                      | JP33 (4 Wo.)JP | Erstveröffentlichung: 29. März 2000                                  |
| 2000 | Masquerade (マスカレード) Masukarēdo –                                       | JP40 (3 Wo.)JP | Erstveröffentlichung: 28. Juni 2000                                  |
| 2000 | Happy Ever After –                                                           | — | Erstveröffentlichung: 22. November 2000                              |
| 2001 | Dakiyoseta Destiny – Dream of Asia (抱き寄せた) Destiny ~Dream of Asia~ –    | — | Erstveröffentlichung: 27. Juni 2001                                  |
| 2001 | One Last Kiss –                                                              | — | Erstveröffentlichung: 21. November 2001 Verkäufe JP: + 2.510; mit Ai |
| 2009 | Bitter Sweet –                                                               | JP30 Gold (Mobile Downloads) · (5 Wo.)JP | Erstveröffentlichung: 18. März 2009                                  |
| 2009 | Nakitaku Naru kedo (泣きたくなるけど) –                                      | JP68 (2 Wo.)JP | Erstveröffentlichung: 1. Juli 2009                                   |
| 2009 | My Style –                                                                   | JP135 (1 Wo.)JP | Erstveröffentlichung: 25. November 2009                              |

### Videoalben
| Jahr | Titel                                   | Höchstplatzierung, Gesamtwochen, AuszeichnungChartsChartplatzierungen (Jahr, Titel, Platzierungen, Wochen, Auszeichnungen, Anmerkungen) | Anmerkungen                            |
| Jahr | Titel                                   | JP | Anmerkungen                            |
| ---- | --------------------------------------- | --- | -------------------------------------- |
| 2001 | Eternal Films History & Clips 1999–2001 | — | Erstveröffentlichung: 24. Oktober 2001 |